# Calibri
Calibri és una lletra tipogràfica de tipus pal sec humanística i es troba dins de la col·lecció de fonts Microsoft ClearType.
Des de Microsoft Office 2007, va reemplaçar Times New Roman com a font per defecte en Microsoft Word i va substituir Arial com a tipografia per defecte en PowerPoint, Excel i Outlook.

## Història
El 2002, Microsoft va començar a treballar amb l'ajuda d'uns quants tipògrafs i consultors en la nova tecnologia de renderització de caràcters ClearType que seria part del nucli de windows Vista el 2004.

Calibri va començar a ser dissenyada per Luc(as) de Groot a finals del 2002 i va ser l'única dissenyada per utilitzar tant en pantalla com en impressió. Lucas va utilitzar uns esborrany de tipus pal sec també amb el contorns arrodonits que havia fet per un programa de televisió, però que en utilitzar la tecnologia ClearType no es mantenia la qualitat. Per això va redissenyar la font traient els contorns arrodonits i va enviar el disseny d'aquesta versió a Microsoft, però amb una còpia de la versió original dient 
| « | M'agrada com es veu aquesta, però com veieu aquestes cantonades son realment lletges sota ClearType, no escolliu aquesta" | » |

Microsoft va escollir aquesta darrera versió, ja que, des que Lucas ho havia comprovat, ClearType havia millorat força i es mostraven les cantonades suaument arrodonides correctament.
El 2023, el Departament d'Estat dels Estats Units va retirar Times New Roman a favor de Calibri per a comunicacions i documents oficials.

## Característiques
Les característiques de la font són la suavitat de les cantonades que són visibles a grans mides. La font inclou caràcters del llatí, Llatí estès, Grec, i Ciríl·lics. Les característiques OpenType inclouen minúscules, subíndex i superíndex, amb altres lligadures que es divideix en quatre tipus, rodona (regular), cursiva (italic), negreta (bold) i negreta cursiva (bold italic) on cada font disposa de 1.119 glifs
Calibri és molt semblant a Frutiger.

### Mètrica

Destaquen les cantonades arrodonides de tots el caràcters, on les astes ascendents de caixa baixa sobrepassen l'alçada les caixes altes i són més grans que les astes descendents. Les lletres de caixa baixa amb corbes sobrepassen lleugerament l'altura de la x i de la línia base.

## Premis
Calibri va guanyar el TDC2 2005 en la categoria de fonts de sistema.